# Лео Пелен
Лео Пелен (нід. Leo Peelen, 16 липня 1968 — 24 березня 2017) — нідерландський велогонщик.
Срібний призер Олімпійських Ігор 1988 року в гонці за очками.